# Генвиллер
Генвиллер (фр. Guenviller) — коммуна на северо-востоке Франции, регион Гранд-Эст (бывший Эльзас — Шампань — Арденны — Лотарингия), департамент Мозель. Относится к кантону Фремен-Мерлебак. 

## Географическое положение

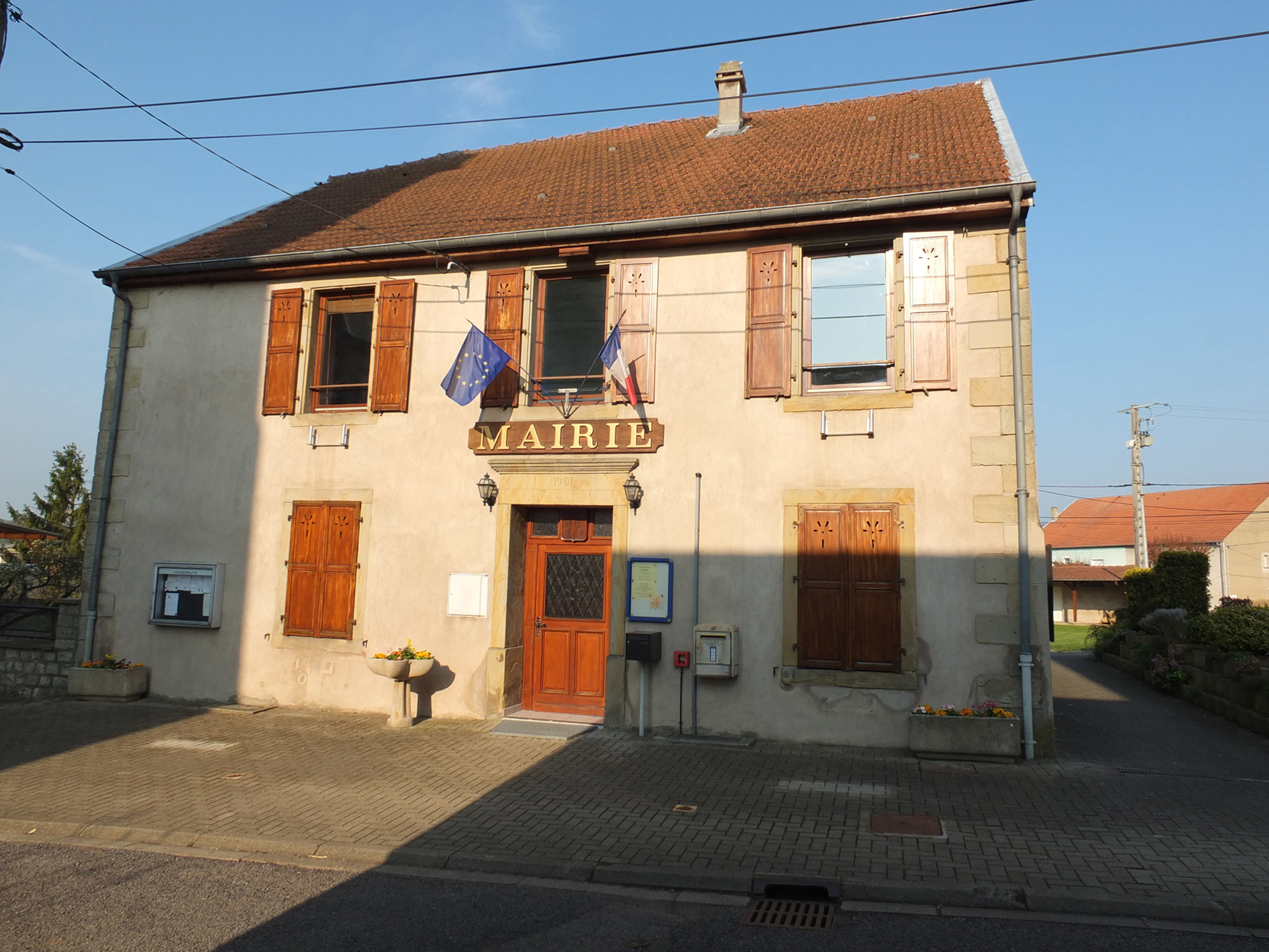
Генвиллер. Здание мэрии

Генвиллер расположен в 330 км к востоку от Парижа и в 50 км к востоку от Меца. Через коммуну протекает река Сант-Катрин.

## История
- Впервые упоминается в 1221 году как Генвильрн.

## Демография
По переписи 2011 года в коммуне проживало 682 человека. 

## Достопримечательности
- Памятник павшим (1950).
- Бывшая пресбитерианская церковь, ныне мэрия.
- Церковь Сен-Ламбер (1758) на месте церкви 1698 года.